# قرار مجلس الأمن التابع للأمم المتحدة رقم 1704
قرار مجلس الأمن التابع للأمم المتحدة رقم 1704، الذي اتخذ بالإجماع في 25 أغسطس 2006، بعد التأكيد على القرارات السابقة بشأن تيمور الشرقية، ولا سيما القرارات 1599 (2005)، 1677 (2006)، 1690 (2006) و1703 (2006)، أنشأ المجلس بعثة الأمم المتحدة المتكاملة في تيمور الشرقية لفترة أولية مدتها ستة أشهر.
وشهد إصدار القرار أن تحل بعثة الأمم المتحدة المتكاملة في تيمور الشرقية محل مكتب الأمم المتحدة في تيمور الشرقية، وهي البعثة الخامسة في سبع سنوات.

## القرار

### أعمال
وأنشأ القرار بعثة الأمم المتحدة المتكاملة في تيمورالشرقية لفترة ستة أشهر، بنية تجديدات أخرى. وستتألف من 1608 من أفراد الشرطة مع 34 من ضباط الاتصال العسكري وضباط الأركان. وكان من المقرر أن يرأس البعثة الممثل الخاص للأمين العام، وأنيطت بها الولاية التالية:
- تقديم الدعم للحكومة؛
- دعم الانتخابات المقبلة؛
- دعم الشرطة في استعادة النظام؛
- إنشاء وجود في المناطق الحدودية؛
- مساعدة الحكومة في إصلاح الجيش؛
- تقوية مؤسسات الدولة؛
- تقوية مؤسسات حقوق الإنسان وتعزيز العدالة والمصالحة؛
- تسهيل تقديم المساعدة الإنسانية؛
- التنسيق مع وكالات الأمم المتحدة وصناديقها وبرامجها والجهات المانحة؛
- مراعاة المساواة بين الجنسين واحتياجات الأطفال في ولاية البعثة؛
- توفير المعلومات للجمهور، لا سيما فيما يتعلق بانتخابات عام 2007؛
- ضمان سلامة شعب تيمور الشرقية؛
- رصد التقدم في جميع المجالات المذكورة أعلاه.

تم حث الأمين العام كوفي أنان على إبرام اتفاقية وضع القوات مع حكومة تيمور الشرقية. وفي غضون ذلك، طُلب من تيمور الشرقية ضمان انتخابات حرة ونزيهة. وأخيراً، طُلب من الأمين العام الإبلاغ عن التطورات على أرض الواقع، بما في ذلك ضمان الامتثال لسياسة عدم التسامح مطلقاً بشأن الاستغلال الجنسي؛ في هذا السياق، سيتم النظر في مزيد من التغييرات على ولاية البعثة أو تكوينها.

## روابط خارجية
- نص القرار في undocs.org
- موقع بعثة الأمم المتحدة المتكاملة في تيمور - ليشتي